# Pente dental

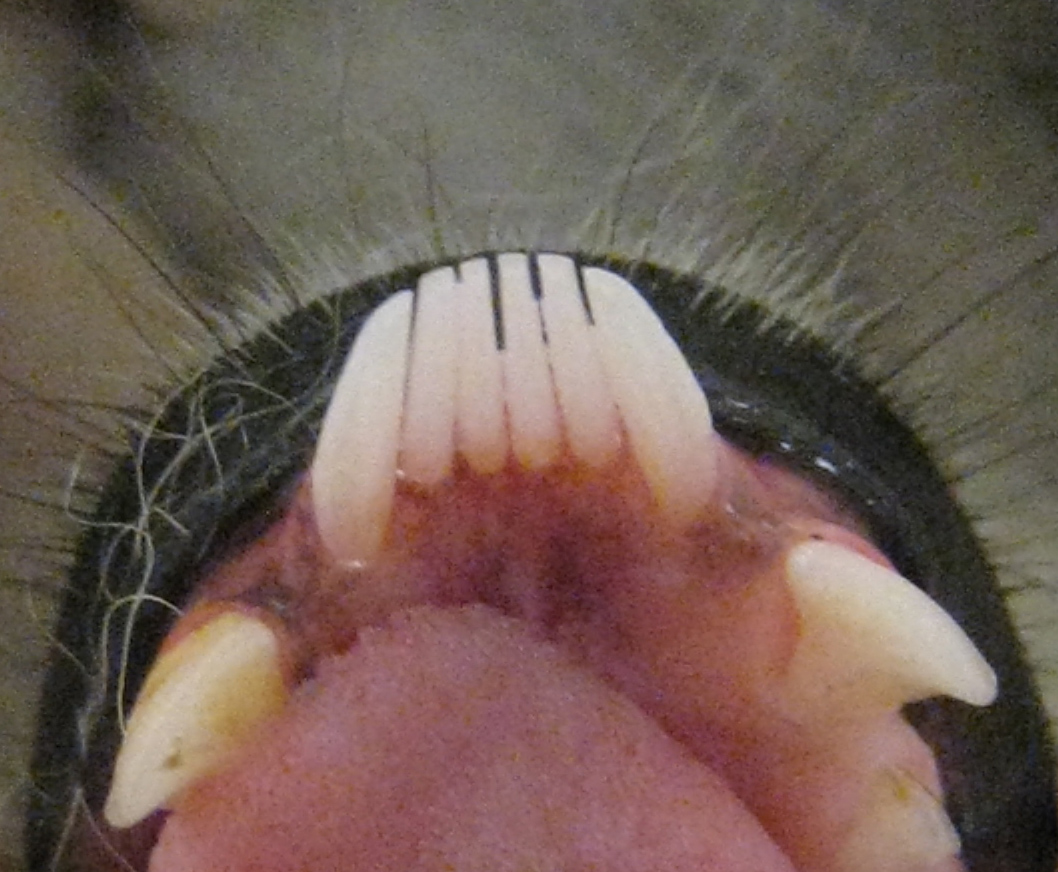
Pente dental de um Lemur catta, com prémolares similares a caninos ao lado.

Um pente dental é uma estrutura dentária encontrada em alguns mamíferos, compreendendo um grupo de dentes frontais dispostos de uma maneira que facilita a catação, similar a um pente de cabelo. O pente dental ocorre em primatas lemuriformes, escandêncios, colugos, hiracódeos e em alguns antílopes africanos. Essas estruturas evoluíram independentemente em vários mamíferos  através de convergência evolutiva e variam em composição dentária e disposição. Em muitos mamíferos, o pente é formado por um conjunto de cinco dentes com espaços entre eles. Ás vezes, incluem apenas os incisivos, mas em primatas lemuriformes incluem os incisivos e os caninos que se projetam para frente e são seguidos por um pré-molar com forma de canino. Os pentes dentais em colugos e hiracóides diferem de incisivos individuais, sendo serrilhados.

Nos primatas lemuriformes, a existência da chamada sublíngua é usada para remover pelos e detritos do pente dentário. Embora a função de limpeza seja suspeitada há quase um século, não houve uma confirmação clara disso. No entanto, um estudo de 1941 apresentou evidências de que o pente dental acumulava uma esteira de pelos durante a catação oral, e o autor observou que os lêmures estendem e retraem a língua rapidamente, possivelmente para usar a sublíngua para limpar o pente dentário.